# 艾哈邁德·侯賽因
艾哈邁德·侯賽因（1981年11月6日－）是一位英格蘭創作歌手、音樂行政主管及音樂制作人，他是一位英國籍巴基斯坦人，是伊克拉唱片公司的董事總經理。

## 早年
侯賽因在英格蘭南約克郡謝菲爾德弗斯帕克出生，在童年時已顯示出他對音樂及演藝的興趣。他在五歲的時候已擁有鍵盤樂器，上學的時候表現出強烈的歌唱意欲。他的長兄阿比德·法扎勒成立了謝菲爾德首個亞洲社團RSL，侯賽因在十歲的時候首次到訪播音室。

## 唱片事業
侯賽因發表過許多沒有公開發售的單曲，他在2003年通過亞洲音樂公司發行一張名為《情感》的融合爵士樂唱片，該唱片融合了東西方的音樂風格，得以出現在主流樂壇之上。在同年的稍後時間，他的姐姐薩佳·侯賽因在米德爾斯堡參加一項體育活動的時候逝世，年僅28歲，對侯賽因造成很大的衝擊，使他開始探究自己的人生，並為此而尋找答案。他離開了主流樂壇，專注於宗教音樂。
他在2004年開始著手宣揚伊斯蘭教，在2005年12月成立伊克拉唱片公司。他在2006年發表卡馬勒·烏丁的唱片《唯有真主》，另外又在2008年發行另一位歌手瓦基德·阿赫塔爾的唱片《給我指路》。
侯賽因在2008年發佈他的第一首單曲《是的，真主》，該曲連續五個星期名列努爾電視十大排行榜的第一位。他在2010年7月發佈他的第一張唱片《我轉向你》，收錄阿拉伯語、烏爾都語及英語的歌曲
，同時亦發表了他的第一個音樂影片《世界的孩兒》。在2013年，他又發佈了兩首單曲及音樂影片《噢，太巴》及《我的摯愛》，後者是他向被診斷患上癌症的母親致敬，值的注意的是，影片是在蓋瑞·巴洛位於柴郡的家裡拍攝。他的第二張唱片《我的摯愛》在2014年6月發售。
侯賽因是烏瑪頻道的節目《烏瑪天才》的三位評委之一。

## 演出及媒體報導
侯賽因到過土耳其、南非、美國、摩洛哥、杜拜、荷蘭及巴基斯坦演出，曾經與馬赫·贊恩、流浪漢合唱團及阿塔拉·沙巴茲（麥爾坎·X的女兒）等藝人及演說家同場演出。
2012年4月，侯賽因在伊斯蘭救濟組織舉辦的靈修之夜活動上表演。
2013年7月，侯賽因在德西國家制片廠接受賴斯·卡恩的採訪，在英國廣播公司蘭開夏電台播出。同年10月，伊斯蘭頻道在倫敦展覽中心舉辦世界和平聯合節，他亦有到場表演。
2014年5月，侯賽因在北美伊斯蘭社團的年會上表演。同年11月，他在國際人道呼籲組織舉辦的《光音》活動上演出，活動為加沙籌得520,000英鎊。

## 獎項及提名
侯賽因在2013年被提名為首屆少數族裔優良企業獎的年度最佳年輕企業家。

## 音樂作品
| 年份   | 名稱         | 唱片公司   |
| ------ | ------------ | ---------- |
| 2010年 | 《我轉向你》 | 伊克拉唱片 |
| 2014年 | 《我的摯愛》 | 伊克拉唱片 |

## 錄像作品
| 年份   | 名稱               |
| ------ | ------------------ |
| 2009年 | 《是的，真主》     |
| 2010年 | 《世界的孩兒》     |
| 2011年 | 《我轉向你》       |
| 2013年 | 《噢，太巴》       |
| 2013年 | 《我的摯愛》       |
| 2014年 | 《穆罕默德》       |
| 2014年 | 《巴勒斯坦》       |
| 2015年 | 《哈齊爾阿因胡姆》 |
| 2015年 | 《向着光芒》       |